# Ortalis garrula
La guacharaca caribeña (Ortalis garrula) es una especie de ave galliforme de la familia Cracidae que se halla en Colombia entre la vertiente occidental de la Sierra Nevada de Santa Marta, la cuenca del río Sinú y el valle bajo del río Cauca y el río Magdalena. No se conocen subespecies.

## Características
Alcanza una longitud promedio de 53 cm y 600 a 750 g de peso. La cabeza y el cuello son de color castaño. El plumaje de las alas y el dorso es castaño, el del pecho oliváceo, el vientre es blanco y la cola negro verdoso con las puntas blancas en las plumas exteriores.

## Historia natural
Habita en bosques secos y matorrales en grupos de 6 a 12 individuos, cerca de los ríos o los manglares, sobre los arbustos y a veces en el suelo. Entre abril y mayo la hembra pone hasta 3 huevos que incuban durante 26 días.